# Okipa-ceremonien
Okipa-ceremonien var mandan-indianernes vigtigste ceremoni, indtil den blev bandlyst af USA:147  og afholdt sidste gang omkring 1890.:105  Ceremonien var indstiftet af stammens mytologiske nyskaber og samfunds-organisator Lone Man (også kaldt First Man).:115  Den fandt sted i hver af de eksisterende mandan-byer engang i den tidlige sommer, når pilebuskene ved Missouri River var "fuldt udsprunget". Alt efter antallet af sponsorer eller "okipa-givere" kunne ceremonien afholdes en eller to gange mere i byen senere på året. Tidsrummene for ceremonien måtte vælges, så de ikke kom i vejen for byens sommerjagt på prærien efter bisoner.:122 
Ceremonien krævede talrige forberedelser og mange sminkede aktører samt hjælpere, strakte sig over fire døgn og den angik hele byen. På det kollektive plan var ceremonien en dramatisk og farverig levendegørelse af stammens ældgamle myter i det fri foran et fuldtalligt publikum. Unge, mandlige okipa-deltagere søgte imens individuel retning i livet via en vejledende vision opnået ved at faste og gennemføre et smertefuldt ritual i byens ceremoni-hytte.:126  Bysamfundet som helhed ville nyde gavn af ceremonien, da den garanterede bisoner på jagtmarkerne og bragte gode tider til alle.:122  Dele af ceremoniens sange og bønner var ubegribelige for menigmand, idet de blev fremsagt på en old-mandansk dialekt engang brugt af stammens nuptadi-division,:111  som Lone Man tilhørte.:117 
Okipa-ceremonien blev udførligt beskrevet i bogform i 1800-tallet som overværet af en uforberedt og forfærdet George Catlin. Maximilian zu Wied opholdt sig hos mandanerne i vinterhalvåret 1833-1834 og overværede altså ikke ceremonien.:247  Antropologen Alfred W. Bowers fik en minutiøs beretning af bl.a. gamle mandaner i starten af 1930'erne.:111-163 

## Forberedelserne og trommerne brugt i ceremonien

### En okipa-giver melder sig
For at komme i betragtning som sponsor eller okipa-giver skulle en person have drømt om bisoner, der sang okipa-sange. Hvis kandidaten var en moden mand, som byens Okipa Religious Society havde tillid til, blev han tildelt ansvaret et års tid før ceremonien fandt sted. Okipa-giveren skulle instrueres, og navnlig behøvede han tid til at skaffe bisonskind, færdigsyet tøj, redskaber og andet at dele ud som en tak til sine læremestre og for den praktiske støtte ydet ham siden. Hans klan hjalp til med at skaffe det nødvendige.:123  Okipa-giveren selv måtte hverken nedlægge eller partere bisoner i tiden frem til ceremonien for ikke at vække dyrenes vrede.:124 
Der fulgte stor prestige med at bekoste en okipa-ceremoni og udstå dens prøvelser; en respekt der også kom okipa-giverens klan til del. Høvding Four Bears (Mato Tope) nåede at stå som giver to gange,:122  før han som ca. 54-årig døde under en koppe-epidemi i 1837.

### "Skildpadde-trommerne"
"Skildpadde-trommerne" er tre hellige stamme-trommer med en ramme af egetræ, hvorom der er syet tykt bisonskind. Et stort bundt fjer af den plettede ørn pryder dem. Trommerne indeholder små totter bisonpels, der symboliserer ufødte bisonkalve.:121 
I mytologisk tid måtte Lone Man opgive sin oprindelige ide om at bruge solide trommer af havskildpadder i okipa-ceremonien, da disse bar Verden på deres skjolde og ikke kunne forlade deres pladser. Han lavede i stedet fire trommer af bisonskind med skildpadderne som model.:350  Den ene tromme følte sig udsat for hån ved at blive dekoreret med fjer af en kongeørn og forsvandt ud i en flod.:360 
Da siouxer angreb byen Double Ditch og satte ild til ceremoni-hytten med de tre trommer, strømmede der pludselig vand fra dem, så kun ørnefjerene blev svedet af flammerne.:360 

## Ceremoniens øvrige hovedpersoner

### Lone Man
Foruden okipa-giveren var den mytologiske helt Lone Man en drivende kraft i ceremonien. Lone Man havde skabt mandanerne i flere af stammens klaner efter Verdens tilblivelse,:117  og han havde også navngivet klanerne.:113  Han havde endvidere hjulpet og beskyttet stammen i farefulde stunder af dens allerførste historie.:125 

### Hoita (The Speckled Eagle)
Hoita var en samtidig med Lone Man, men han var født som en nuptadi mandan;:351  dog havde han usædvanlige evner.:120  En tvist mellem ham og Lone Man over et hvidt bisonskind fik ham til at holde alt dyreliv fanget i højdedraget Dog Den Butte, så mandanerne sultede.:349  Lone Man så Hoita afholde en dans med trommer af sammenrullede bisonskind inde i Dog Den Butte og videreudviklede dansen til okipa-ceremonien.:350  Lone Man fik Hoita til at slippe dyrene fri, så mandanerne atter kunne jage, og de to arbejdede sammen fra da af.:351 

### Sangkoret
Et otte-mands kor havde sin plads i ceremoni-hytten lidt indenfor indgangen. Sangerne var opdelt i to grupper på tre med en fællestromme af et sammenrullet bisonskind (som brugt af Hoita i Dog Den Butte), mens to brugte rangler. Flere mænd i hver by havde gerne erhvervet sig rettighed til at synge okipa-sange, og de skiftedes til at danne kor under den langvarige ceremoni.:121 

## Lone Man vender tilbage
Personen, der havde rollen som Lone Man, kom vandrende over prærien om morgenen som en optakt til selve ceremonien. Han fik adgang til byen ved at sige sig navn og forklare, at han skulle åbne ceremoni-hytten, så den stod klar til brug om aftenen. Han gik fra hjem til hjem dagen igennem og berettede om sine bedrifter udført for mandanernes skyld. Han modtog en kniv fra familier med mænd eller sønner, der ville tage del i hele okipa-ceremonien, og bar dem ind i ceremoni-hytten. De skulle bruges under deltagernes ekstreme visionssøgning på andendagen.:125 

## Første aften

### Ceremoniens to scener
Okipa-ceremonien foregik dels på byens åbne centerplads og dels i byens store ceremoni-hytte med en flad, sydvendt facade og indgang ud mod pladsen. Hytten symboliserede Dog Den Butte, hvor Hoita havde holdt alle dyr fanget.:113  Gulvet var fejet og dækket med hellig hvid bynke.:124 
Byplanen med en åben, rund plads til ceremoniel dans tilskrives Lone Man. Mandanernes helligdom "Vandene trækker sig tilbage" (Catlins "Store kano") stod midt på pladsen og var omdrejningspunktet for flere vigtige akter af ceremonien.:111 

### Deltagerne finder deres plads i ceremoni-hytten
Okipa-giveren lagde sine bisonskind, redskaber og andet bestemt til uddeling til sine mange hjælpere allerbagest i den åbnede hytte. Han tog plads foran bunken med ryggen til,:126  så han kunne overskue hyttens høje, åbne rum med et areal på mere end 350 kvadratmeter.:127  En mand fra koret placerede et sammenrullet bisonskind på gulvet til at bruge som en tromme skråt til venstre for indgangen (i den vestlige halvdel af hytten). De deltagende, kropsbemalede drenge og unge mænd arrangerede sig langs rummets vægge i en fastsat klan-orden. Hver enkelt kom med et bisonkranie at hvile hovedet på og et underlag af bynke at ligge på. De medbragte også ting som et bisonskind, et skjold, bue og kogger samt deres fars hellige bundt, da de stadig manglede at få en vision, så de kunne lave deres eget. Hytten var gerne fuld af fastende den første aften og nat.:126 
Lone Man sad på gulvet og røg på sin pibe tæt ved koret og trommen af bisonskind. Han overlod piben til okipa-giveren, som skulle bruge den ceremonien igennem. Tilkaldt af Lone Man indtog Hoita sin plads i bageste del af hytten, hvorfra han styrede ceremonien, som straks gik i gang.:128  Hoita ville blive i hytten det meste af de næste fire dage, også når de øvrige aktører og deltagere flyttede akter af ceremonien ud på centerpladsen.
Trommerne lød til midnat. Fire gange i løbet af aftenen flyttede koret trommen, så den trinvis kom over i den anden side af hytten (østsiden). De fastende skulle holde sig vågne og fortsætte med at jamre og klage sig, til det blev morgen.:128 
Nogle kvinder fastede på toppen af vindfanget ind til ceremoni-hytten de næste to-tre dage. De bad måske om at slippe af med en sygdom, eller de opbyggede velvilje hos universets styrende kræfter for deres mænd eller brødre, der havde planlagt at deltage i krigstogter mod fjendtlige stammer.:147 

## Ceremoniens første dag
Ved solopgang bar koret trommen af bisonskind ud og lagde den tæt ved "Vandene trækker sig tilbage".:128  Okipi-giveren fulgte efter med bl.a. Lone Mans pibe. Han stillede sig op på et bisonkranie ved helligdommen, greb om denne og bad klagende Lone Man om at bringe præriens bisonhjorde tæt på byen. Koret satte ind, og de fastende kom ud med bisonskind hængende ned ad ryggen og opførte sig som bisoner. De dansede på en fastlagt måde ved "Vandene trækker sig tilbage", indtil koret abrupt gik op i tempo, og alle - også okipa-giveren og koret - vendte tilbage i hytten. Det samme gentog sig tre gange mere i løbet af dagen, sidste gang ved solnedgang.:129 
Drenge og også ældre mænd, der før havde gennemført ceremonien, stoppede deres faste nu og overlod ceremoni-hytten til de 30-40 ægte okipi-deltagere.:129  Lone Man hentede skildpadde-trommerne i byen, hvor disse blev opbevaret.:130 

## Ceremoniens anden dag
Bundter af udsprungne pilegrene fra flodbredden blev bragt ind i hytten af byens unge mænd om morgenen.:130  De skulle bindes fast på ryggen af otte, høje dansere, der bar store bisonkostumer og spillede bisontyre.:131  Mens bison-danserne iførte sig deres kostumer og blev bemalet, vandrede Lone Man rundt i byen og spurgte til alles ve og vel, ganske som han havde gjort i mytologisk tid. Folk gav ham bisonskind som tak for hans utrættelige omsorg.:133 
Omkring middag tog okipa-giveren sin plads ved "Vandene trækker sig tilbage" akkurat som dagen før.:133  Stammens tre skildpadde-trommer erstattede trommen af et sammenrullet bisonskind nu. Bison-danserne kom ud på centerpladsen ved lyden af de første trommeslag,:133  og efter dem fulgte de fastende med et bisonskind over ryggen.:134  Med fastlagte trin dansede de otte bison-dansere ved "Vandene trækker sig tilbage". Trommeslagerne slog en anden rytme som signal til alle om at vende tilbage til ceremoni-hytten. Det hele gentog sig syv gange til i løbet af dagen; blot holdt de fastende sig inde i ceremoni-hytten for i stedet at starte deres visionssøgning.:134 
Hver fastende fik skåret to gange to huller tæt på hinanden i bryst- eller ryghuden med en af knivene indsamlet af Lone Man. En kort, solid pind blev stukket ind i det ene hul og ud gennem det andet hvert af de to valgte steder på kroppen. Ved hjælp af snore over en loftsbjælke med en løkke om de frie ender af hver pind løftede hjælpere den visionssøgende op fra gulvet. Bisonkranier i snore fastgjort til hans lægge med pinde stukket gennem huden gav ham ekstra tyngde.:135  Huden omkring de belastede punkter blev trukket ud i 25-30 cm lange spidser.:150  Når en af de unge besvimede, blev han firet ned på gulvet, hvor han fik lov til at ligge uforstyrret. De mest ægte og indholdsrige visioner kom til de fastende på dette tidspunkt.:135 

## Ceremoniens tredje dag: Alt dyreliv vender tilbage
Om morgenen blev det indre af ceremoni-hytten pyntet med udsprungne pilegrene. Omkring middag stod bison-danserne bemalet og klar og de, okipa-giveren og de øvrige af gårsdagens aktører spillede deres vante roller ved "Vandene trækker sig tilbage".:139  Akten blev opført 12 gange i løbet af denne dag.:144 
Tredje-dagen var "Dagen da alt kommer tilbage", og højdepunktet var en genskabelse af dyrenes frigivelse fra Dog Den Butte.:138  Parvis kom udklædte folk med roller som ørne, sorte bjørne, bævere og slanger ud af ceremoni-hytten,:131  mens en flok bemalede drenge sprang omkring som gaffel-antiloper. To kvinder spillet af mænd, nemlig en indsigtsfuld kvinde og en uforstandig,:131  kom ud, og også den mytologiske First Creator iklædt et prærieulveskind.:140  To mænd var sminket som tørrede kødstykker.:131  I alt var der 16 forskellige roller at spille.:132 
Med dagens første opførelse på centerpladsen fuldført kom den profane og skadevoldende kannibal Foolish One ind i byen ude fra prærien af. En tvekamp på åndelig overlegenhed blev udkæmpet mellem ham og okipa-giveren, der tvang den uønskede gæst tilbage ved at møde ham med Lone Mans hellige pibe holdt i begge hænder.:145  Byens kvinder drev til sidst Foolish One helt væk ved at kaste pinde og sten efter ham.:146 
På et tidspunkt stoppede de fastende deres medvirken på centerpladsen for at søge visioner inde i ceremoni-hytten på samme måde som dagen før.:147  Om aftenen havde de fleste unge mænd gennemført deres visionsøgning og forlod ceremoni-hytten.:147 

## Ceremoniens sidste dag: Jagtdagen
Mens ledige hænder fra byen satte grønne pilegrene op på hyttens indvendige vægge, gjorde fire særlige bison-dansere sig klar til deres entre på centerpladsen. Folk, der skulle spille jægere, samledes i ceremoni-hytten. De bar alle på en ring og stav som brugt i "ring og stav spillet".
Den første dans af dagens i alt 16 danse:148  i det fri var kun for okipa-giveren, koret og de fire bison-dansere.:147  Inden opførelsen af den sidste dans sent på dagen gennemførte okipa-giveren sin visionsøgning på samme måde som de øvrige. Til tider manglede kun han at fuldføre ritualet.:148 
Mandanerne brugte bl.a. de tre skildpadde-trommer som et middel til at lokke bisonhjordene hen til byen. Når trommerne på ceremoniens sidstedag blev løftet op fire gange og føltes "tunge", så var det et tegn om talrige bisoner på jagtmarkerne.:360 
Hen mod slutningen af okipa-ceremonien forlod Hoita ceremoni-hytten fulgt af koret, bison-danserne, jægerne og Lone Man.:148  Nu med Hoita stående ved "Vandene trækker sig tilbage" dansede bison-danserne frem og tilbage mod ham. Jægerne stak bisonerne til blods på benene med deres stave. Bison-danserne brølede til sidst som tyre for at hidkalde bisonerne fra alle de fire verdenshjørner. Danserne smed derpå deres masker og dansede hektisk omkring på centerpladsen.:149 
De få fastende tilbage i hytten (om nogen) kom ud på pladsen med bisonkranier fastgjort til huden. De blev ledt ud af rød- og blåmalede folk fra deres fars klan.:148  Med snore om armene på de fastende trak hjælperne dem rundt på pladsen i rask løb. Først når den fastende faldt besvimet omkuld, stoppede de.:150 
Lone Man smed knivene brugt til at skære huller i de unges hud ud i Missouri River som en offergave til det mytologiske væsen Grandfather Snake. Ceremonien var dermed slut.:150 

## Ændringer efter 1837
Efter at være blevet hårdt ramt af en koppe-epidemi i 1837 ændrede mandanerne visse ting i ceremonien. Som følge af de mange dødsfald deltog færre dyreskikkelser i tredjedagens fremstilling af dyrenes frigivelse fra Dog Den Butte. Koret bestod af kun tre sangere, og bison-dansernes bemaling var anderledes.:150  Tidligere ofrede nogle af de fastende det yderste led af en finger eller af flere fingre;:29  skikken holdt op hen mod midten af 1800-tallet, så den fastende let kunne betjene skydevåben trods sin deltagelse i ceremonien.:134  Som noget nyt søgte visse af de fastende en vision i det fri ved at være fastgjort med snore i brysthuden til en pæl stillet op ved "Vandene trækker sig tilbage".:146-147 
Manglede mandanerne egnede folk til ganske bestemte roller, fik de hjælp af deres venner blandt hidatsaerne.:141 

## Galleri
- Nat og dag under okipa-ceremonien. Mens bisonerne dansede på livet løs, bevægede natten og dagen sig kun ud af stedet ganske langsomt
- En slange og en bæver deltog i okipa-ceremonien